# Colpo di Pechino
Il colpo di Pechino (pinyin: beijing zhengbian) è il nome con cui è passato alla storia il colpo di Stato del 1924 diretto dal signore della guerra Feng Yuxiang contro il governo Beiyang del presidente cinese Cao Kun.

## Storia

### Premesse
Nel 1923, la cricca di Zhili diretta da Cao Kun riportò delle significative vittorie sulla cricca di Anhui legata a Duan Qirui, che aveva il controllo di Pechino. A seguito della vittoria decisiva sulle forze di Duan Qirui il 16 luglio, la cricca di Zhili si confermava la più influente e importante della Cina. Cao Kun occupò così la capitale Pechino e vi si insediò, favorito anche dal presidente Li Yuanhong, da sempre rivale di Duan Qirui. Tuttavia, il controllo di Pechino non bastava all'ambizioso signore della guerra.
Cao Kun depose ben presto Li Yuanhong e fornì un cospicuo "invito" in denaro ai membri dell'Assemblea nazionale affinché lo eleggessero presidente. Vari influenti uomini politici della Repubblica, da Sun Yat-sen a Duan Qirui stesso, tentarono di appellarsi ai deputati affinché non lo votassero, ma senza riscuotere successo. Il 10 ottobre, anniversario della Rivolta di Wuchang, Cao Kun si insediò come presidente.
Nonostante questa nomina, Cao Kun non riuscì ad assicurare la stabilità promessa alla Repubblica di Cina, in quanto i problemi con le cricche rivali proseguirono. Uno dei suoi subordinati più importanti, Feng Yuxiang, divenne rapidamente insofferente per la scarsa attenzione di Cao alla stabilizzazione interna, sacrificata per la lotta contro i signori della guerra rivali, tanto che progettò di deporlo; inoltre, si avvicinò agli ideali nazionalisti di Sun Yat-sen, nemico di Cao Kun.

### Il colpo di Stato
Nell'ottobre 1924, la cricca di Zhili si scontrò con la cricca del Fengtian, guidata da un precedente alleato di Cao, Zhang Zuolin. Wu Peifu, il principale alleato di Cao, fu inviato a guidare le sue forze nella Seconda guerra Zhili-Fengtian; se la cricca del Fengtian fosse stata distrutta, la cricca di Zhili avrebbe eliminato ogni avversario degno di nota nella Cina meridionale. Fu a questo punto che Feng decise di agire.
Nella prima mattinata del 23 ottobre, le forze di Feng occuparono gli edifici governativi e pubblici di Pechino, quindi anche delle strade intorno alla capitale, bloccandole. Cao Kun venne posto agli arresti domiciliari e privato della presidenza. Appena avuta notizia del colpo, Wu Peifu lasciò il fronte e si precipitò a Pechino, ma fu inseguito dalle forze di Zhang Zuolin, che gli inflissero una sconfitta decisiva presso Tientsin.
Wu e le sue forze rimanenti ripararono nella Cina centrale; il nord era tutto sotto il controllo della cricca del Fengtian e del Guominjun, l'esercito di Feng Yuxiang. Per non distruggersi a vicenda in un'ulteriore guerra fratricida, Zhang e Feng accettarono di coordinare gli sforzi.

### Conseguenze
Dopo il colpo, Feng nominò Huang Fu presidente facente funzioni. Questi implementò delle importanti riforme, fra cui l'espulsione di Pu Yi dalla Città Proibita e abolì il cosiddetto sistema di Gulou e Zhonglou, usato per calcolare il tempo. Tuttavia, si rifiutò di concedere alcun privilegio agli occidentali, perciò Zhang Zuolin insistette per il suo rimpiazzo. Così, Feng e Zhang disciolsero l'Assemblea nazionale e costituirono un esecutivo provvisorio, diretto da Duan Qirui.
Il colpo di Pechino fu significativo anche per il Kuomintang, in quanto spezzò la supremazia della cricca di Zhili e le impedì di distruggere l'Esercito Rivoluzionario Nazionale.

## Media
L'ultimo imperatore, film di Bernardo Bertolucci, menziona il colpo di Pechino ma erroneamente racconta che Cao Kun abbandonò la capitale anziché essere messo agli arresti domiciliari.